# Maurizio Vandelli
Maurizio Vandelli (Mòdena, 9 d'agost de 1964) fou un ciclista italià professional entre 1986 i 1992, i posteriorment entre el 2000 i el 2006.
El seu germà gran Claudio també fou ciclista professional.

## Palmarès
- 1984
  -  Campió d'Itàlia amateur en ruta
  - 1r a la Copa Fiera Mercatale
- 1985
  - 1r a la Copa Fiera Mercatale
  - 1r a la Coppa Collecchio
- 1990
  - 1r a la Ruta d'Or i vencedor d'una etapa
- 1996
  - 1r al Giro a la província de Cosenza i vencedor de 2 etapes
  - Vencedor d'una etapa al Giro dels Abruços
- 1997
  - 1r al Giro del Cigno
  - 1r al Trofeu Salvatore Morucci
- 1998
  - 1r al Trofeu Salvatore Morucci
- 1999
  - 1r a la Bassano-Monte Grappa
  - 1r a la Viena-Rabenstein-Gresten-Viena
  - 1r a la Volta a Àustria i vencedor d'una etapa
- 2000
  - 1r a la Viena-Rabenstein-Gresten-Viena
  - Vencedor d'una etapa a la Volta a Veneçuela
- 2001
  - 1r a la Uniqa Classic i vencedor d'una etapa
- 2002
  - 1r al Steiermark Tour i vencedor d'una etapa
- 2005
  - Vencedor d'una etapa al Steiermark Tour

### Resultats al Giro d'Itàlia
- 1986. Abandona (21a etapa)
- 1987. 50è de la classificació general
- 1988. 10è de la classificació general
- 1989. Abandona (15a etapa)
- 1990. 22è de la classificació general
- 1991. No surt (20a etapa)

### Resultats a la Volta a Espanya
- 1992. Abandona (6a etapa)